# British Hard Court Championships 1973
British Hard Court Championships 1973, також відомий за назвою спонсора як Rothmans British Hard Court Championships, - чоловічий і жіночий тенісний турнір, що проходив на відкритих кортах з ґрунтовим покриттям The West Hants Club у Борнмуті (Англія). Належав до циклу Grand Prix і мав клас B серед чоловіків та клас C серед жінок. Тривав з 7 до 12 травня 1973 року. Адріано Панатті і Вірджинія Вейд здобули титул в одиночному розряді.

## Фінальна частина

### Чоловіки. Одиночний розряд
Адріано Панатті —  Іліє Настасе 6–8, 7–5, 6–3, 8-6

### Одиночний розряд. Жінки
Вірджинія Вейд —  Івонн Гулагонг 6–4, 6–4

### Парний розряд. Чоловіки
Хуан Хісберт /  Іліє Настасе —  Адріано Панатті /  Йон Ціріак 6–4, 8–6

### Парний розряд. Жінки
Патрісія Коулмен /  Венді Тернбулл —  Івонн Гулагонг /  Джанет Янг 7–5, 7–5

### Змішаний парний розряд
Вірджинія Вейд /  Фрю Макміллан —  Бернард Міттон /  Ілана Клосс 6–2, 6–3